# Lucio Tetio Juliano
Lucio Tetio Juliano (en latín, Lucius Tettius Iulianus) fue un militar romano, hermano de Cayo Tetio Africano y uno de los generales más competentes de Domiciano. Ocupó el consulado sufecto en el año 83. Se distinguió en la guerra dacia derrotando a Decébalo.

## Vida
El inicio de su carrera nos es desconocido, pero en 69, bajo Otón, fue Legado de la Legio VII Claudia en Moesia, colaborando en la expulsión de una invasión de roxolanos. En 70, fue despojado del honor de presidir la primera reunión del Senado, hecho que fue atribuido a Cayo Licinio Muciano, probablemente por la ambigua posición que había mantenido hacia Vespasiano el año anterior. En este sentido, fue nombrado pretor a propuesta del Senado y removido por instigación de Muciano en favor de Décimo Plocio Gripo, para ser repuesto en esa magistratura por decisión personal de Vespasiano.
Hacia el año 81 ostentaba el mando sobre la Legio III Augusta en su base de Lambaesis en Numidia. Llamado a Roma, fue nombrado cónsul sufecto en 83.
En 88, fue nombrado gobernador de Moesia Superior, ya que poseía una amplia experiencia en el limes del Danubio que se remontaba a su legatura legionaria de 69, con el fin preparar la respuesta romana contra el rey dacio Decébalo.
Disciplinado e impetuoso, Tetio dirigió la guerra dacia de Domiciano desde Viminacium (Kostolac, Serbia) en Moesia Superior, dirigiendo su ejército a través del Banato y las Puertas de Hierro en Transilvania hacia Sarmizegetusa, la capital del reino dacio de Decébalo, a quien se enfrentó en Tapae (Tapas, Rumanía), venciendo y convirtiéndose en el héroe de la batalla. La guerra concluyó con la firma de un tratado entre el Imperio y Decébalo, por el cual se le entregaba un subsidio a cambio de mantener el statu quo fronterizo.
Su hermano fue Cayo Tetio Africano Casiano Prisco.